# Bibliothèque de l'Assemblée nationale de Hongrie
Pour les articles homonymes, voir bibliothèque de l'Assemblée nationale.
La Bibliothèque de l'Assemblée nationale de Hongrie ou Bibliothèque de la Diète hongroise (en hongrois : Országgyűlési Könyvtár, OGyK) rassemble de nombreuses collections relatives à la vie institutionnelle et politique de la Hongrie. Elle se situe dans l'une des ailes du Parlement hongrois à Budapest.